# Waris Ahluwalia
Waris Ahluwalia (in devanagari ਵਾਰਿਸ ਸਿੰਘ ਆਹਲੂਵਾਲੀਆ; Amritsar, 1975) è un attore, sceneggiatore e regista indiano.

## Biografia
Immigrò con la sua famiglia negli Stati Uniti all'età di cinque anni e crebbe a Brooklyn, New York. Ma visse anche a Los Angeles e si recò spesso in Italia, Giappone e Rajasthan, India, in cui si fanno la maggior parte dei suoi gioielli. Successivamente, li vendette attraverso la sua società, House of Waris, e collaborò con lo stilista Benjamin Cho. House of Waris venne in essere dopo che i proprietari di Maxfield a Los Angeles notarono gli anelli di diamanti elaborati di Waris e fecero un ordine di grandi dimensioni, che li esaurì. Egli possiede un negozio di tè a New York City sotto la High Line sotto il suo marchio di House of Waris.
In aggiunta al suo lavoro nella gioielleria, ebbe una serie di piccoli ruoli in film, in particolare da quelli del suo amico Wes Anderson, e in spot pubblicitari.

## Filmografia
| Anno | Film                                                                             | Ruolo                                             |
| ---- | -------------------------------------------------------------------------------- | ------------------------------------------------- |
| 2004 | Le avventure acquatiche di Steve Zissou (The Life Aquatic with Steve Zissou)     | Vikram Ray                                        |
| 2005 | The F Word                                                                       | Raccoglitore di fondi per il Partito Repubblicano |
| 2006 | Inside Man                                                                       | Vikram Walia                                      |
| 2007 | Hotel Chevalier                                                                  | Uomo della sicurezza                              |
| 2007 | Il treno per il Darjeeling (The Darjeeling Limited)                              | Capotreno                                         |
| 2009 | Rosencrantz e Guildenstern sono zombie (Rosencrantz and Guildenstern are Undead) | Hugo Pepper                                       |
| 2010 | Io sono l'amore (I Am Love)                                                      | Shai Kubelkian                                    |

Grand Budapest Hotel, regia di Wes Anderson (2014)